# Corinne Féret
Pour les articles homonymes, voir Féret.
Corinne Féret, née le 17 septembre 1961 à Caen, est une femme politique française, sénatrice La Convention du Calvados depuis 2015.

## Biographie
Corinne Féret naît en 1961 dans le quartier de La Guérinière à Caen. Petite-fille de cheminot, sa mère s'occupe de la famille et son père travaille à EDF et milite à la CGT. Elle est titulaire d'un DUT.
Elle vote pour la première fois pour François Mitterrand lors de l'élection présidentielle de 1981. Elle adhère au PS en 1982, puis devient trésorière et secrétaire fédérale aux droits des femmes.
De 1989 à 1997, elle est l'assistante d'Yvette Roudy à la mairie de Lisieux.
En mars 2004, elle est élue conseillère régionale en 6e position sur la liste d'union de la gauche dans le Calvados lors des régionales.
En mars 2008, elle figure en 2e position sur la liste de Philippe Duron, candidat PS à la mairie de Caen ; et à la suite de la victoire de ce dernier, elle devient 1re adjointe au maire chargée du personnel municipal, de l'égalité entre les hommes et les femmes et du bureau des temps,,,. Elle devient aussi vice-présidente de la communauté d'agglomération Caen la Mer,.
En mars 2010, elle pilote la liste de gauche dans le Calvados lors des régionales. Elle est réélue et occupe la vice-présidence du conseil régional de Basse-Normandie, chargée de l'éducation et de l'enseignement supérieur.
En mars 2014, elle figure de nouveau en 2e position sur la liste du maire sortant. La liste de gauche étant battue au second tour, elle siège alors comme conseillère municipale de la minorité et est membre de la communauté de Caen la Mer.
En mars 2015, elle est élue conseillère départementale du canton de Caen-4 en tandem avec Gilles Déterville,,. Elle démissionne de son mandat de conseillère régionale et cède son siège à Gérard Leneveu.
Le 12 juin 2015, elle devient sénatrice du Calvados, en remplacement de François Aubey, démis d'office par le Conseil constitutionnel. Elle devient ainsi la première femme du département, toutes tendances politiques confondues, à siéger au Palais du Luxembourg. Elle démissionne de son mandat de conseillère municipale à la mairie de Caen et cède son siège à Lilian Bellet. Elle est remplacée à la communauté d'agglomération par Julie Rousinaud.
Elle quitte le PS pour rejoindre La Convention en 2023.